# マリオ・ベイト
マリオ・ベイト（ドイツ語: Mario Veit、1973年12月22日 - ）は、ドイツの元プロボクサー。オーバーシュプレーヴァルト＝ラウジッツ郡ラウフハンマー出身。元WBO世界スーパーミドル級暫定王者。

## 来歴
1995年9月23日、ベイトはプロデビュー戦に臨み4回TKO勝ちした。
1996年9月7日、スタンザーレでグーイ・スタンフォードと対戦し6回判定勝ち。
1998年11月14日、ブランコ・ソボトとドイツインターナショナルスーパーミドル級王座決定戦で対戦し10回3-0の判定勝ちを収め王座獲得に成功した。
1999年10月23日、WBOインターコンチネンタルスーパーミドル級王者レイ・ドメンゲと対戦し12回3-0の判定勝ちで王座獲得に成功した。
2001年4月28日、ウェールズカーディフのインターナショナル・アリーナでWBO世界スーパーミドル級王者ジョー・カルザゲと対戦するが初回1分52秒TKO負けでキャリア初黒星を喫し王座獲得に失敗した。
2002年12月21日、IBFインターコンチネンタルスーパーミドル級王者マリク・ディジアーラと対戦し9回TKO勝ちで王座獲得に成功した。
2003年4月26日、EBUヨーロッパ連合スーパーミドル級王者ホセ・マリーナ・ゲレーロと対戦し10回3-0の判定勝ちで王座獲得に成功した。
2004年5月8日、ジョー・カルザゲの負傷ブランクに伴うWBO世界スーパーミドル級暫定王座決定戦でカバレイ・サレムと対戦し12回2-1(114-115、後の2者は不明)の判定勝ちで王座獲得に成功した。
2004年11月6日、元IBF世界スーパーミドル級王者チャールズ・ブルワーと対戦し9回36秒TKO勝ちで初防衛に成功した。
2005年5月7日、WBO世界スーパーミドル級王者ジョー・カルザゲと4年ぶりの再戦となる王座統一戦を行い6回2分18秒TKO負けで王座統一に失敗、2度目の防衛に失敗しカルザゲの持つ正規王座に吸収される形で王座から陥落した。
2006年5月27日、後のライトヘビー級でWBA・WBOで王座を獲得するWBCインターナショナルスーパーミドル級王者ユルゲン・ブリーマーと対戦し12回2-0(114-114、114-113,115-113)の判定勝ちで王座獲得に成功した。
2006年10月21日、後のWBO世界スーパーミドル級王者デニス・インキンと対戦したが7回1分52秒KO負けで初防衛に失敗した。
2007年9月15日、スタンザーレでWBOインターコンチネンタルスーパーミドル級王者ユルゲン・ブリーマーと1年4か月ぶりに再戦したが4回47秒KO負けで王座獲得に失敗し、この試合を最後に現役を引退した。

## 獲得タイトル
- ドイツインターナショナルスーパーミドル級王座
- WBOインターコンチネンタルスーパーミドル級王座
- IBFインターコンチネンタルスーパーミドル級王座
- EBUヨーロッパ連合スーパーミドル級王座
- WBO世界スーパーミドル級暫定王座（防衛1）
- WBCインターナショナルスーパーミドル級王座